# セントルイスパーク (ミネソタ州)
セントルイスパーク（St. Louis Park）は、アメリカ合衆国ミネソタ州のヘネピン郡にある都市。人口は5万0010人（2020年）。ミネアポリスの西に隣接している。

## 歴史
1886年に村として法人化した。地名は「ミネアポリス・セントルイス鉄道」の駅があったことに由来している。セントルイスと区別するため「パーク」を付けた。ミネアポリスに近いため開発されたのは早く、1900年代初頭には商店や工場が建ち始めた。ミネアポリスの路面電車の路線が延伸されると安価な住宅が供給された。
第二次世界大戦後は開発の規模が大きくなり人口は爆発的に増加した。特にソ連からアメリカに移住したユダヤ人の割合が高かった。1954年に市に昇格し、シティー・マネージャー制を導入した。1960年以降、開発の波は更に郊外へと移動しため人口は安定している。

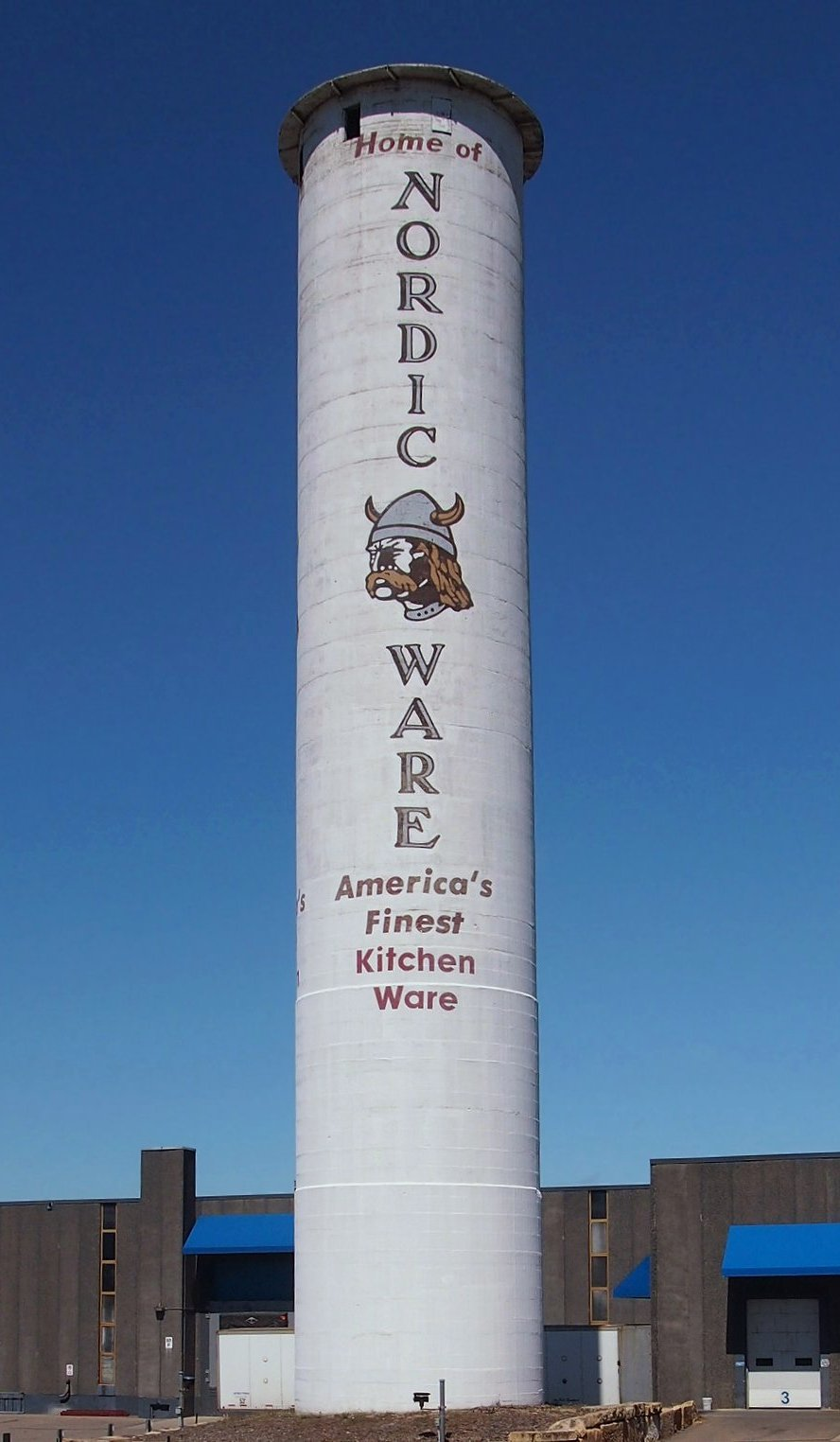
最初期のコンクリート製カントリーエレベーター（1900年築）

## 関係者
- コーエン兄弟